# Måns Ekman
Måns Ekman, född 9 augusti 1964 i Stockholm, är en svensk musiker och skådespelare.
Ekman debuterade som skådespelare i filmen Göta kanal 1981 och medverkade i ytterligare produktioner under 1980- och 1990-talen. Han har även varit verksam på teatern och gjorde 1987 två roller i pjäsen En liten ö i havet på Kungliga Dramatiska Teatern och 1994 tre roller i pjäsen Kärlek på Krim på Stockholms stadsteater.
Måns Ekman är son till skådespelarna Gösta och Fatima Ekman.

## Filmografi
- 1981 – Göta kanal
- 1986 – Jönssonligan dyker upp igen (även produktionsassistent)
- 1986 – Hassel – Beskyddarna
- 1986 – Morrhår och ärtor
- 1991 – Duo jag (TV-serie)

## Teateruppsättningar
- 1987 – En liten ö i havet (Kungliga Dramatiska Teatern)
- 1994 – Kärlek på Krim (Stockholms Stadsteater)

## Musiker
Trumslagare åt bland andra
- Claes Askelöf
- Leo Lindberg
- Max Schultz
- Thomas Arnesen
- Gugge Hedrenius